# Bob Gill
Bob Gill (* 17. Januar 1931 in Brooklyn, New York City; † 9. November 2021 ebenda) war ein US-amerikanischer Illustrator und Grafikdesigner.

## Leben
Bob Gill studierte von 1948 bis 1951 an der Philadelphia Museum School of Art, wechselte 1951 zu Pennsylvania Academy of Fine Arts und zog 1952 zurück nach New York, um bis 1955 am City College of New York zu studieren. Um seine Studiengebühren bezahlen zu können, gab er Klavierkonzerte in Urlaubsorten wie den Catskill Mountains in New York.
Außerdem  entwarf er einige Filmtitel und  Plakate, unter anderem für Filme von Ray Harryhausen.
1960 zog er nach London, um dort für Charles Hobson in der Werbeagentur Hack Advertising Agency zu arbeiten, die später an Grey Advertising (heute Grey Global Group) weiterverkauft wurde.
Am 1. April 1962 gründete er zusammen mit Alan Fletcher und Colin Forbes das Design-Studio Fletcher/Forbes/Gill, welches zum Wegbereiter für  die Designagentur Pentagram  wurde. Nachdem F/F/G mehr als 100.000 Exemplare ihres Buches Graphik Design:Visual Comparisons verkauften, vergrößerte sich das Studio und eröffnete ein zweites Büro in Genf. Zur gleichen Zeit starteten die Partner die Organisation Designers and Art Directors Association D&AD.
1967 trennte sich Gill von dem Designstudio F/F/G und arbeitete wieder als Freelancer. Er nahm Lehraufträge an, produzierte Filme und schrieb mehrere Kinderbücher. Nachdem er 1975 zurück nach New York zog, schrieb und entwarf er zusammen mit Robert Rabinowitz das multimediale Broadway-Musical Beatlemania. Des Weiteren setzte er sich dafür ein, dass ein Friedensmonument für den Times Square gebaut werden sollte. Seine Idee war es Müll von Militärstationen weltweit zu einem circa 12 Meter hohen Haufen zu stapeln, diesen mit mattem Schwarz zu besprühen und letztlich auf einen weißen Marmorblock zu setzen. Die New York City Fine Arts Commission lehnte diese Idee jedoch ab.
Für seine Arbeiten im Bereich Grafikdesign gewann Bob Gill einige Preise, seine Illustrationen konnte er an einige Magazine verkaufen, wie zum Beispiel auch an The Nation, Esquire und Fortune. Er arbeitete außerdem u. a. auch für die Plattenfirma Apple Corps, das Rainbow Theater und Universal Pictures.
1991 wurde er zu dem  New York Art Directors Club Hall of Fame  dazugewählt und ihm wurde von D&AD der Lifetime Achievement Award verliehen.
Er lebte mit seiner Frau Sara Fishko, Sohn und Tochter in New York.

## Lehraufträge
- 1955–1960, School of Visual Arts (SVA), Manhattan
- 1959, Pratt Institute, Brooklyn
- 1967–1969, Central School of Art and Design, London
- 1969, Chelsea School of Art (jetzt Chelsea College of Art and Design), London
- 1970–1975, Royal College of Art (RCA), London
- 1972–1974, Horsley School of Art, London
- 1981–1983, Parsons School of Design (jetzt Parsons The New School for Design), Manhattan
- 1992–1994, School of Visual Arts (SVA), Manhattan
- 2003–2011, Graduate Communications Department, Pratt Institute, Manhattan

## Ausgewählte Preise
- 1955, Gold Medal, New York Art Directors Club, for a CBS television title, US
- 1999, President’s Award, D&AD (British Design & Art Direction), UK

## Publikationen
- What Color Is Your World? 1962; Neuausgabe: Phaidon, Berlin 2008, ISBN 978-0-7148-4850-1
- Bob Gill’s Portfolio, Amsterdam: Wim Crouwel / Stedelijk Museum, 1967
- Bob Gill’s Portfolio, London: Lund Humphries, 1968
- I Keep Changing, New York: Scroll Press, 1971.
- Bob Gill’s New York, London: Kynoch Press,  1971.
- Ups & Downs, Reading, Massachusetts: Addison-Wesley, 1974.
- Forget All the Rules You Ever Learned About Graphic Design, Including the Ones in this Book, New York: Watson-Guptill, 1981. |
- Graphic Design Made Difficult, New York: Van Nostrand Reinhold, 1992.
- Unspecial Effects for Graphic Designers, New York: Graphis, 2001
- Graphic Design as a Second Language, Victoria: Images Publishing Group, 2003
- Illustration, Victoria: Images Publishing Group, 2004
- LogoMania, Gloucester: Rockport Publishers, 2006
- Words Into Pictures, Victoria: Images Publishing Group, 2009
- Bob Gill, so far., London: Laurence King Publishing, 2011